# Patrick Sandars
Patrick George Henry Sandars, auch Pat Sandars, oft P. G. H. Sandars zitiert, (* 29. März 1935 in London; † 26. April 2013) war ein britischer Physiker, der sich  mit experimenteller Atomphysik befasste.

## Leben
Sandars wuchs in Oxted in Surrey auf und besuchte das Wellington College in Berkshire. Ab 1953 studierte er Physik in Oxford (Balliol College). 1959 war er an der University of California, Berkeley, bevor er nach Oxford zurückkehrte.
1963 bis 1977 war er Fellow des Balliol College in Oxford und 1978 bis zur Emeritierung 1999 Professor für Experimentalphysik am Clarendon Laboratory. Er war auch Vizekanzler des General Board of Faculties in Oxford.
Sandars war Tutor von Stephen Hawking in Oxford.

## Werk
Er unternahm Laserspektroskopie-Experimente um Effekte aus Kernphysik und Elementarteilchenphysik (Paritätsverletzung) in der Atomphysik zu beobachten. 
Bekannt wurden seine atomphysikalischen Messungen zur Paritätsverletzung in Ende der 1970er Jahre. Dabei wurde polarisiertes Laserlicht durch ein Gas aus ionisierten Bismut-Atomen geschickt und die Drehung der Polarisationsebene gemessen (aufgrund des paritätsverletzenden Effekt der schwachen Wechselwirkung wurde eine kleine Drehung von etwa {\displaystyle 1{,}5\cdot 10^{-7}} Radiant erwartet). Der Einfluss der schwachen Wechselwirkung, die die Paritätsverletzung verursacht, wurde dadurch ermöglicht, dass sich die Elektronen zeitweise auch im Kern aufhalten, wo sie mit den Nukleonen über neutrale Ströme (Austausch eines Z-Bosons) wechselwirken (die Aufenthaltswahrscheinlichkeit im Kern wird bei schwereren Elementen erhöht, allerdings war die Berechnung auch schwieriger). Ein ähnliches Experiment wurde in Seattle durchgeführt und 1976 veröffentlichten beide Gruppen ihr negatives Ergebnis (sie fanden keine Drehung wie vom Salam-Weinberg-Modell vorhergesagt). Allerdings blieb die Möglichkeit, dass Fehler in den zugrundeliegenden (auch die atomaren Wellenfunktionen betreffenden) Annahmen und Rechnungen gemacht worden waren, die die Größe der Rotation vorhersagten. Auf Seiten der Hochenergiephysiker wurde dagegen eine Paritätsverletzung gemäß der Salam-Weinberg-Theorie der elektroschwachen Wechselwirkung durch neutrale Ströme bei Neutrinostreuexperimenten am Fermilab (HPWF Kollaboration) 1976 bestätigt. Sandars präsentierte 1977 erneut Resultate der weitergeführten Experimente, die der Salam-Weinberg-Theorie widersprachen, so dass man auch bei den Teilchenphysikern damals eine Modifikation der Salam-Weinberg-Theorie in Betracht zog. 1978 wurde das Salam-Weinberg-Modell aber durch ein Hochenergie-Streuexperiment von polarisierten Elektronen an Nukleonen (E122, eine Kollaboration aus SLAC und Yale University unter Charles Prescott) bestätigt. Gleichzeitig wiederholte 1978 eine sowjetische Physikergruppe in Nowosibirsk um L. M. Barkov die atomphysikalischen Experimente und fand eine Drehung nach der Vorhersage des Salam-Weinberg-Modells (ohne dass im Westen Details bekannt waren).
Bestätigung der Paritätsverletzung nach dem Standardmodell in der Atomphysik erfolgten wenig später, durch Steven Chu (1979) an Thallium und 1982 durch Marie-Anne Bouchiat an Cäsium. 1987 bestätigte Sandars mit Kollegen die Paritätsverletzung auch bei seinem Bismut Experiment (Rotation der Polarisationsebene) und 1991 in Thallium.
Schon seit den 1960er Jahren suchte er nach permanenten elektrischen Dipolmomenten von Elementarteilchen in der Atomphysik, die die Zeitumkehrinvarianz verletzen würden (siehe Elektrisches Dipolmoment des Neutrons). Bis heute wurde ein solches nicht gefunden.

## Schriften
- The electrical dipole moment of an atom, Phys. Lett., Band 14, 1965, S. 194
- Enhancement factor for the electric dipole moment of the valence electron in an alkali atom, Phys. Lett., Band 22, 1966, S. 290
- The Search for Violation of P or T Invariance in Atoms or Molecules, in G. W. Putlitz, E. W. Weber, A. Winnacker, Atomic Physics 4, Plenum Press 1975, S. 71–92
- What can we Learn about Elementary Particles from Atomic Physics ?, Physikalische Blätter, Band 32, Dezember 1976, S. 663–669 (Plenarvortrag auf der DPG Tagung), Online
- mit P. E. G. Baird, M. W. S. M. Brincombe, G. J. Roberts, D. C. Soreide,  E. N. Fortson, L. L. Lewis, E. G. Lindahl: Search for parity non-conserving optical rotation in atomic bismuth, Nature, Band 264, 1976, S. 528–529
- mit M. W. S. M. Brincombe, C. E. Loving: Calculation of parity non-conserving optical rotation in atomic bismuth, Phys. Lett. B, Band 9, 1976, L 237-L240
- Relativistic many-body perturbation theory of parity non-conservation in heavy atoms, J. of Physics B, Band 10, 1977, S. 2983
- mit P.E.G Baird, S.M. Brimicombe, R.G. Hunt, G.J. Roberts, D.N. Stacey: Search for parity noncoserving optical rotation in atomic bismuth, Phys. Rev. Lett., Band 39, 1977, S. 798–801
- mit D. W. Rein, R. A. Hegstrom: Parity Nonconserving Energy Difference Between Mirror Image Molecules, Phys. Lett. A, Band 71, 1979, S. 499–502
- Parity Non-Conservation in Atoms and Molecules, in: Exotic Atoms 79, Fundamental Interactions and Structure of Matter, Ettore Majorana International Science Series, 4, 1980, S. 57–76
- Many Body Aspects of Parity Non-conservation in Heavy Atoms, Physica Scripta, Band 21, 1980, S. 284
- The Atomic theory of P and T violation, in: Seattle 1984 Proc. Atomic Physics, S. 225–245
- Parity and time-reversal violation in atoms and molecules, Physica Scripta, Band 36, 1987, S. 904–910
- P and/or T violation, Physica Scripta, T 46, 1993, S. 16
- Electric dipole moments of charged particles, Contemporary Physics, Band 42, 2001, S. 97–111
- mit Norval Fortson, Stephen Barr: The search for a permanent electric dipole moment, Physics Today, Juni 2003